# Noble Automotive
Noble Automotive Ltd. – brytyjska firma motoryzacyjna zajmująca się produkcją samochodów sportowych. Została założona w roku 1999 przez Lee Noble'a. Pierwszy model trafił do sprzedaży w roku 2000, był to M12.

## Lista modeli
- M10
- M12
- M400
- M14
- M15
- M600

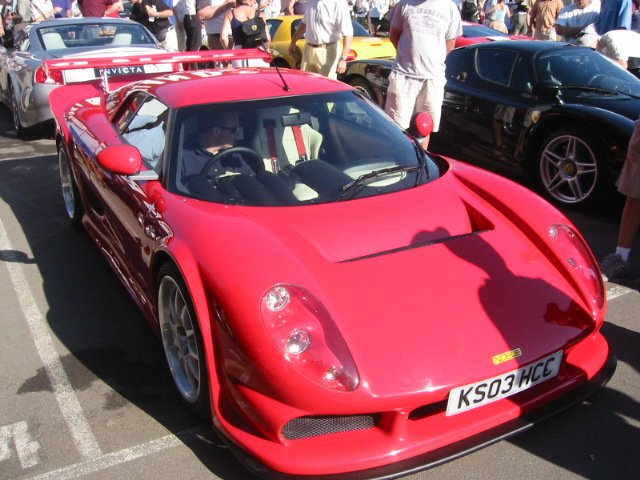
Noble M12 GTO-3R
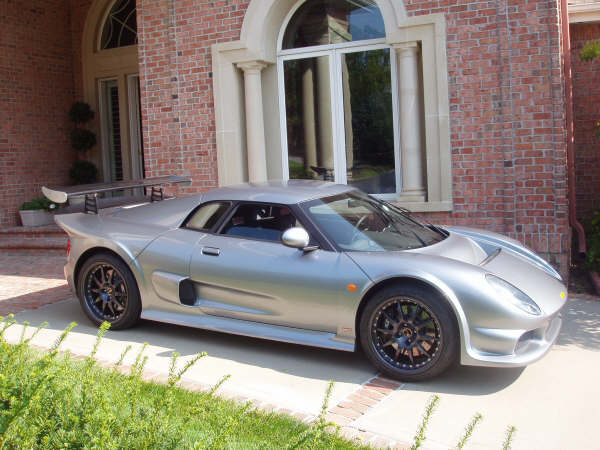
Noble M400
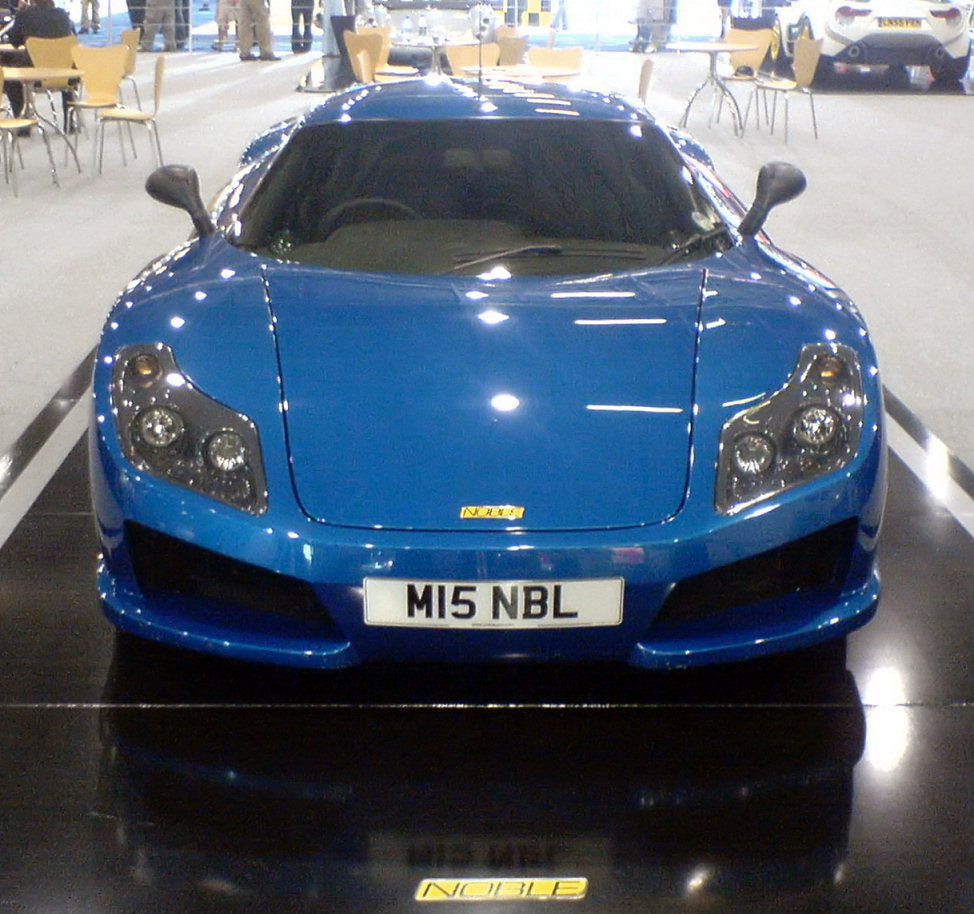
Noble M15